# Gare de Keisei Chiba
La gare de Keisei Chiba (京成千葉駅, Keisei-Chiba-eki) est une gare ferroviaire située à Chiba, dans la préfecture du même nom au Japon. Cette gare est exploitée par la compagnie Keisei.

## Situation ferroviaire
La gare de Keisei Chiba est située au point kilométrique (PK) 12,3 de la ligne Keisei Chiba.

## Histoire
La gare a été inaugurée le 1er décembre 1967 sous le nom Kokutetsu Chiba-eki mae. Elle prend son nom actuel en 1987.

## Service des voyageurs

### Accueil
La gare dispose d'un bâtiment voyageurs, avec guichets, ouvert tous les jours.

### Desserte
La gare est desservie par les trains de la Ligne Keisei Chiba : voie 1, en direction Keisei Tsudanuma, Aoto et Keisei Ueno ; voie 2 en direction Chiba-Chūō et Chiharadai.

Installations et desserte
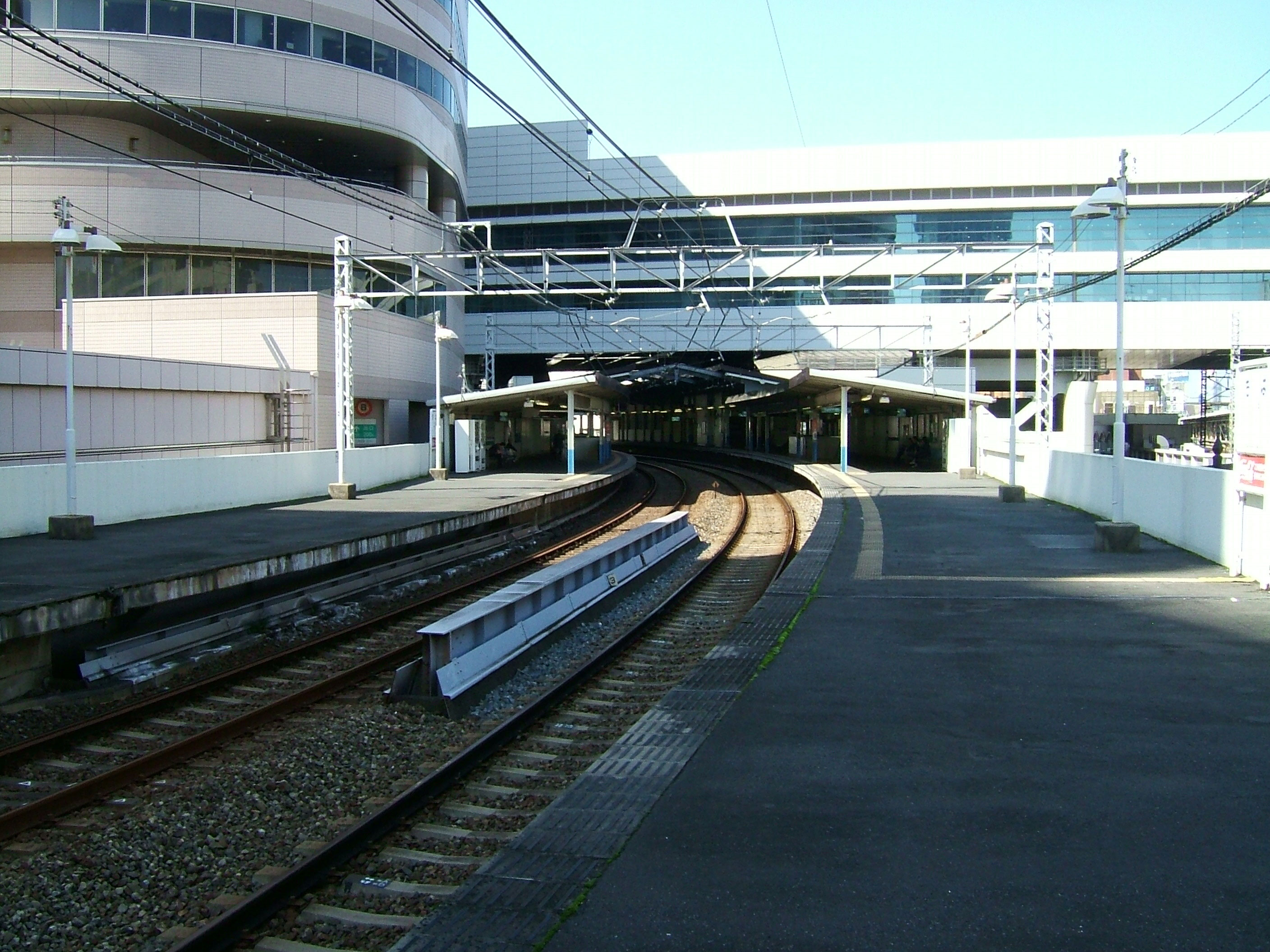
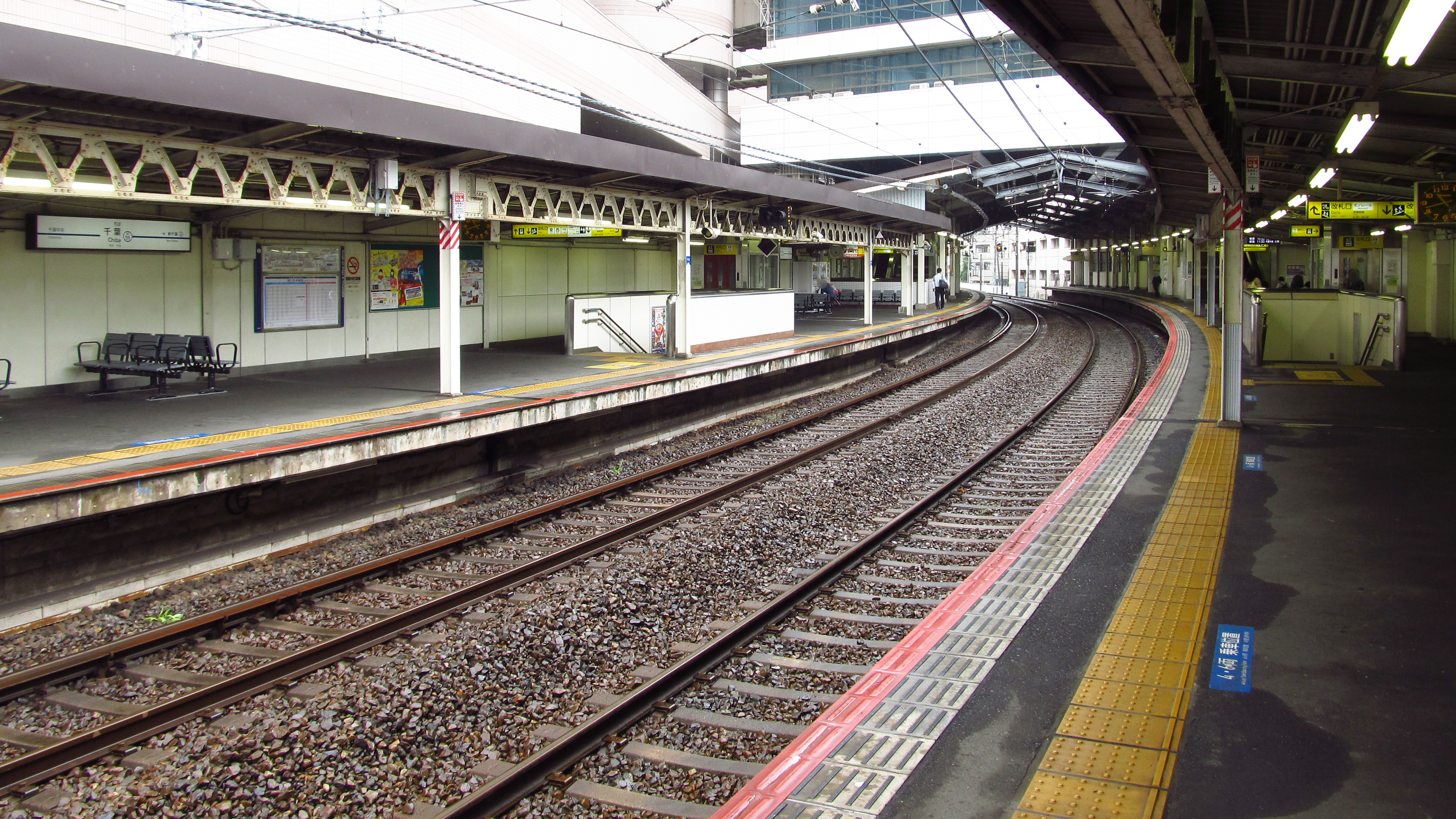
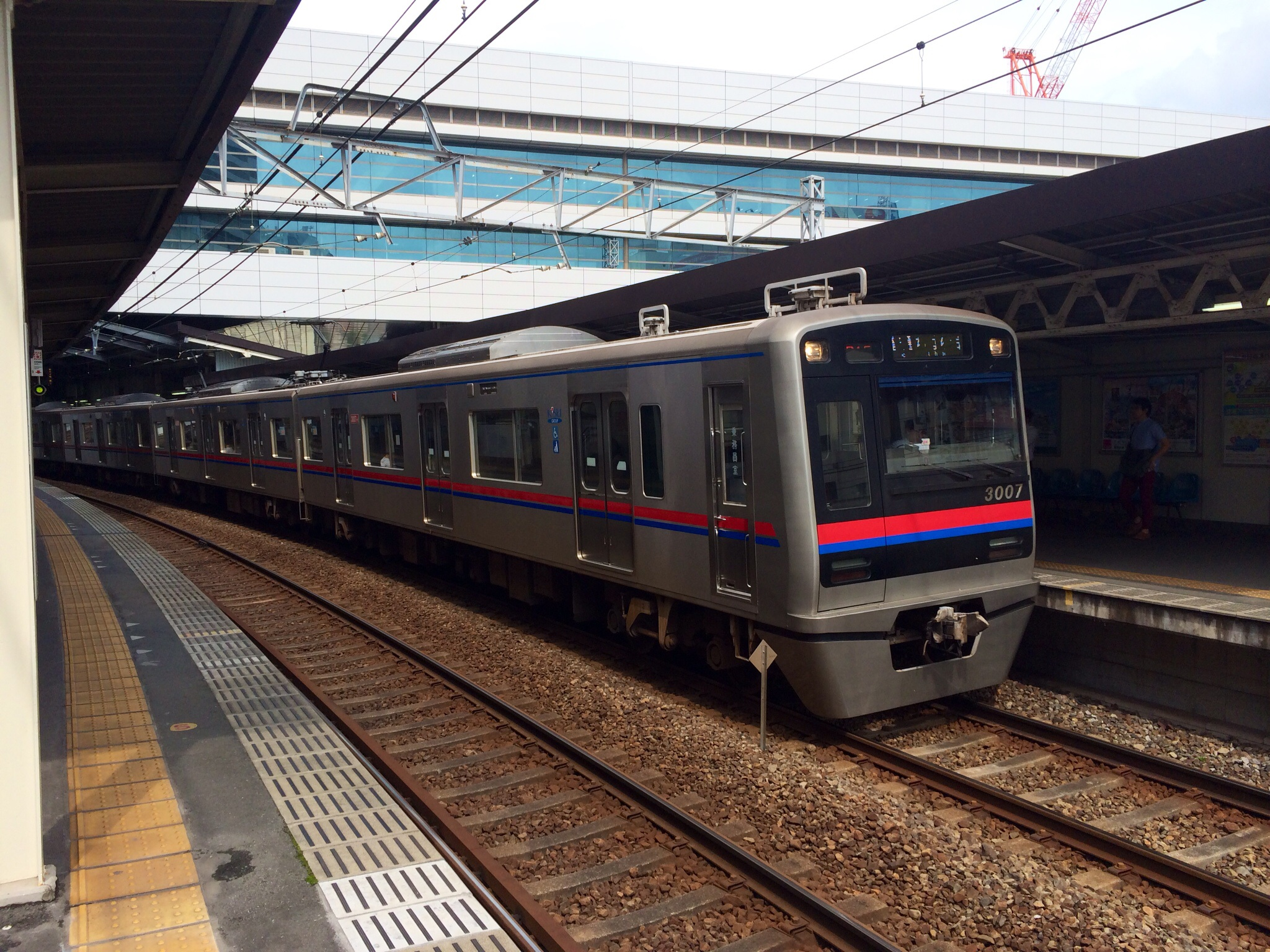

### Intermodalité
La gare de Chiba (JR East, monorail de Chiba) est située à proximité.